# Carex vernacula
Carex vernacula är en halvgräsart som beskrevs av Liberty Hyde Bailey. Carex vernacula ingår i släktet starrar, och familjen halvgräs. Inga underarter finns listade i Catalogue of Life.